# Vrak Swiks
Vrak Swiks, švédsky Vraket Swiks, je vrak dřevěné lodi Swiks (psáno také Swix) na pobřeží ostrova Öland v přírodní rezervaci Trollskogen v distriktu Böda v okrese Borgholm v kraji Kalmar v jižním Švédsku.

## Další informace
Swiks byl třístěžňový škuner vyrobený v roce 1902 v Upesgrīva v Lotyšsku a který se potopil u Trollskogenu dne  21. prosince 1926. Kapitánem lodi byl Hjalmar Eriksson, který jel na svoji svatbu. Loď byla bez nákladu a její sedmičlenná posádka byla na cestě z Německého Flensburgu na vánoční svátky do domovského přístavu Mariehamn na Alandech. Silná sněhová bouře (tzv. fåk) donutila loď pokusit se obeplout severní cíp Ölandu a skrýt se před bouří v Kalmarském průlivu. Pokus o obeplutí se nezdařil kvůli špatné viditelnosti. Loď se přiblížila příliš blízko k pevnině, a přestože se posádka pokusila loď zastavit spuštěním obou kotev, najel Swiks na písečnou mělčinu, poškodil se a uvízl v písku poblíž pobřeží. Do lodi tekla voda a posádka musela loď opustit na záchranném člunu. Po přistání na břehu, bloudili v husté sněhové bouři Trollskogenem, než se dostali do obydlené chaty v Kauniainenu. Swiks ležel ve vodě, dokud zimní bouře v padesátých letech nevyvrhla loď na pláž a rozlomila ji na dvě části. Další bouře v roce 2017 poškodila vrak ještě více. Části zádi lodi jsou dodnes vidět roztroušené podél břehu.
Vrak Swiks je celoročně volně přístupný a nachází se na okružní turistické trase Trollskogsstigen.

## Galerie

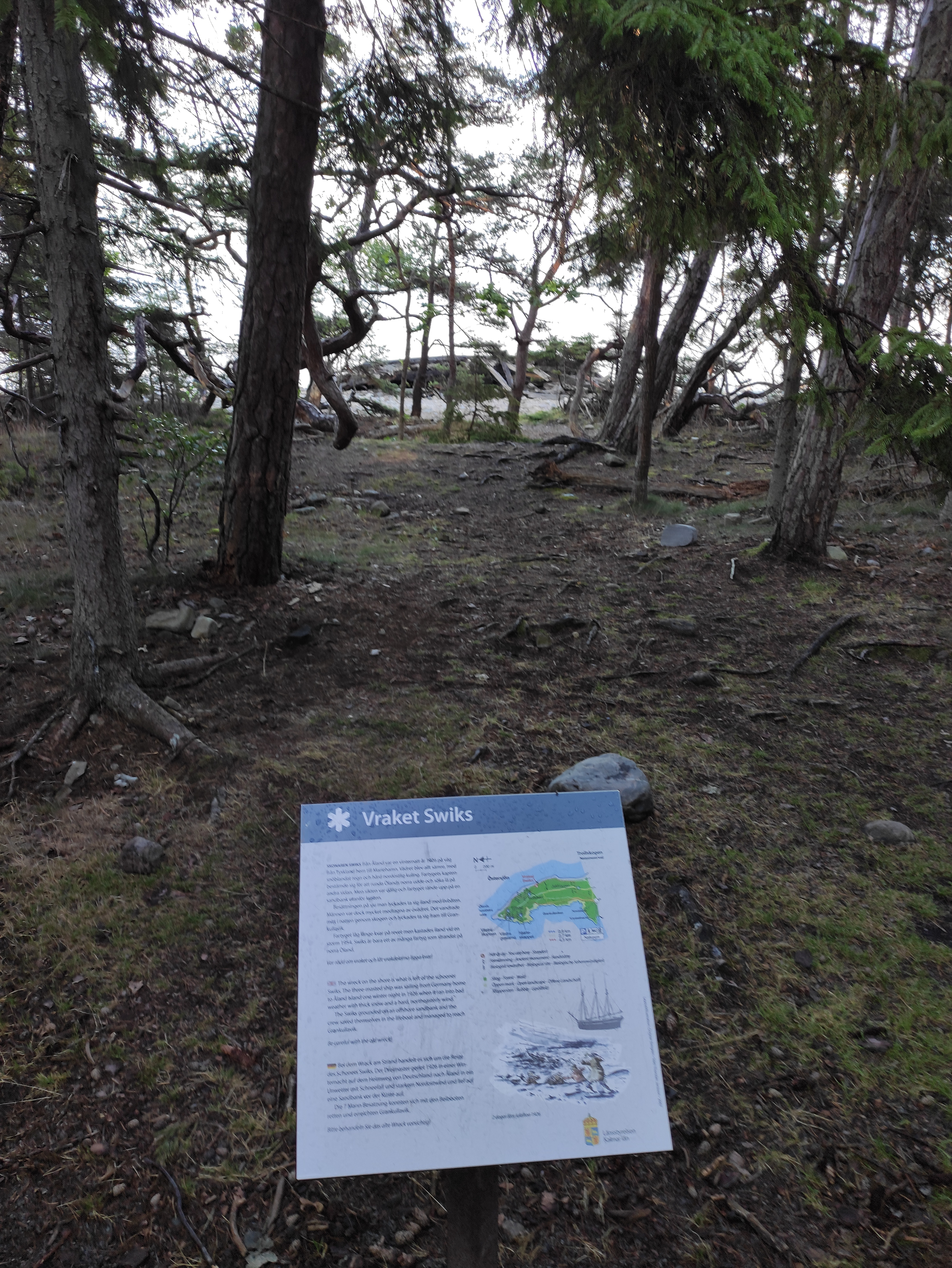
Informační panel u vraku
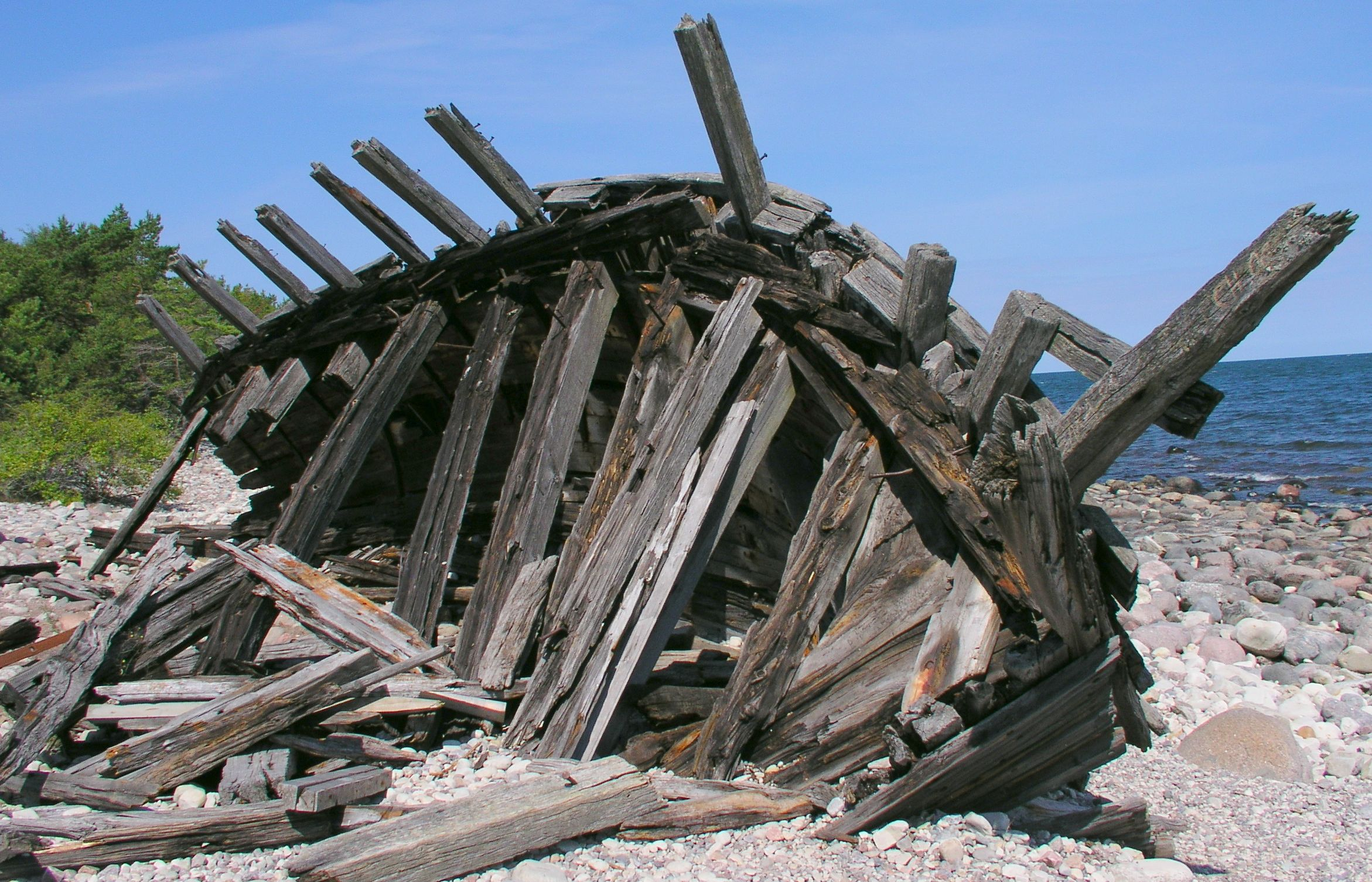
Vrak v roce 2006
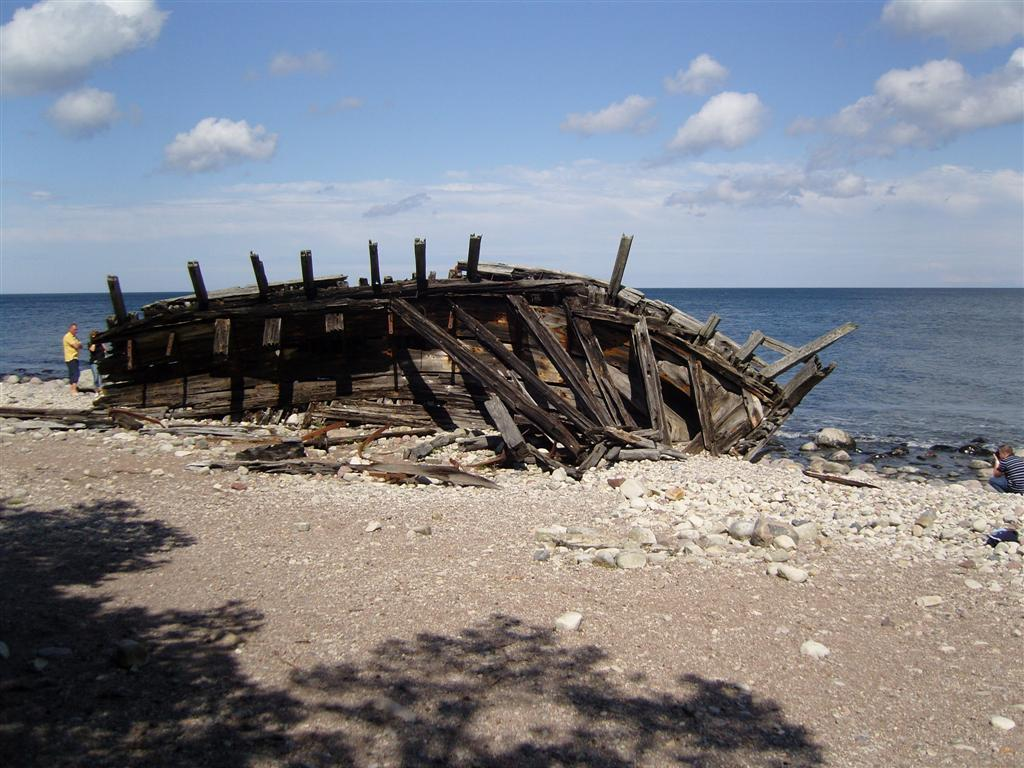
Červenec 2007